# Augustus Meineke
Johann Albrecht Friedrich August Meineke (n. 8 decembrie 1790, Soest, Westfalia – d. 12 decembrie 1870, Berlin) a fost un savant german clasic.

## Biografie
După ce a ocupat posturi de învățământ la Jenkau și Danzig (acum Gdansk, Polonia), el a fost director al Gimnaziului Joachimsthal din Berlin între 1826 și 1856. El a murit la Berlin, la 12 decembrie 1870.

## Operă
Cele mai importante lucrări ale sale:
- Fragmenta comicorum graecorum (1839-1857, primul volum care conține un eseu cu privire la dezvoltarea comediei antice grecești)
- Analecta alexandrina (1843)
- Stephani Byzantii ethnicorum quae supersunt (1849)
- Callimachus (1861)
- Theocritus, Bion, Moschus (3rd ed,, 1856)
- Alciphron (1853)
- Aristophanes (1860)
- Strabo (1866) și Vindiciae strabonianae (1852)
- Stobaeus (1855-1863)
- Sophoclis Oedipus Coloneus cum scholiis graecis. Accedunt Analecta Sophoclea (1863)
- Athenaeus (1858-1867).